# Кубок Футбольної асоціації Малайзії з футболу 2025
Кубок Футбольної асоціації Малайзії з футболу 2025 — 354-й розіграш кубкового футбольного турніру у Малайзії. Титул володаря кубка захищає Джохор Дарул Тазім.

## Календар
| Раунд      | Дата                             | Матчі | Клуби  |
| ---------- | -------------------------------- | ----- | ------ |
| 1/8 фіналу | 15-17 серпня/ 12-14 вересня 2025 | 16    | 16 → 8 |
| 1/4 фіналу | 17-18/28-29 жовтня 2025          | 8     | 8 → 4  |
| 1/2 фіналу | 8-9/29-30 листопада 2025         | 4     | 4 → 2  |
| Фінал      | 14 грудня 2025                   | 1     | 2 → 1  |